# David Hall (Rollstuhltennisspieler)
David Robert Hall, OAM (* 14. Januar 1970 in Sydney) ist ein ehemaliger australischer Rollstuhltennisspieler.

## Karriere
David Hall wurde am 11. Oktober 1986 von einem Auto erfasst und verlor bei dem Unfall beide Beine. Nach einer langen Rehabilitationsphase arbeitete er zunächst als Angestellter in einer Polizeistation.
Seine Karriere als professioneller Rollstuhltennisspieler begann er im Jahr 1993 und war als solcher bis zu seinem Rücktritt 2006 aktiv. Bereits 1994 war er erstmals Weltranglistenführender im Doppel, ein Jahr später stand er auch erstmals an der Spitze der Rangliste im Einzel. Zwischen 1995 und 2005 stand er insgesamt acht Jahre lang auf Rang eins. Seine Bilanzen sind mit 632:111 im Einzel und 397:89 im Doppel jeweils deutlich positiv. Die Australian Open gewann er zwischen 1995 und 2005 insgesamt neun-, die British Open siebenmal. Die Australian Open zählten allerdings erst ab 2002 zur höchstens Wertungskategorie. Acht Titel gewann er bei den US Open zwischen 1995 und 2004, bei den Japan Open gelangen ihm zwischen 1994 und 2005 ebenfalls acht Titelgewinne. Das Wheelchair Tennis Masters gewann er 2002 und 2004. Im Zeitraum von 1995 bis 2000 hatte er Stipendium des Australian Institute of Sport.
Bei den Paralympischen Spielen nahm David Hall viermal teil. 1992 blieb er in Barcelona ohne Medaille, ehe er 1996 in Atlanta Bronze im Einzel und Silber im Doppel gewann. 2000 gewann er in Sydney im Einzel die Goldmedaille, der im Doppel eine weitere Silbermedaille folgte. Bei seinen letzten Spielen in Athen holte er mit Silber im Einzel und Bronze im Doppel erneut zwei Medaillen.
Für seine konstanten Erfolge erhielt David Hall mehrere Ehrungen. Für den Gewinn der Goldmedaille 2000 erhielt er im Januar 2001 die Medaille des Order of Australia. 2010 wurde er in die Sport Australia Hall of Fame aufgenommen, im Rahmen der Australian Open 2015 erfolgte die Aufnahme in die Australian Tennis Hall of Fame. Im selben Jahr erfolgte die Aufnahme in die International Tennis Hall of Fame.